# Ecclesia Gnostica Catholica

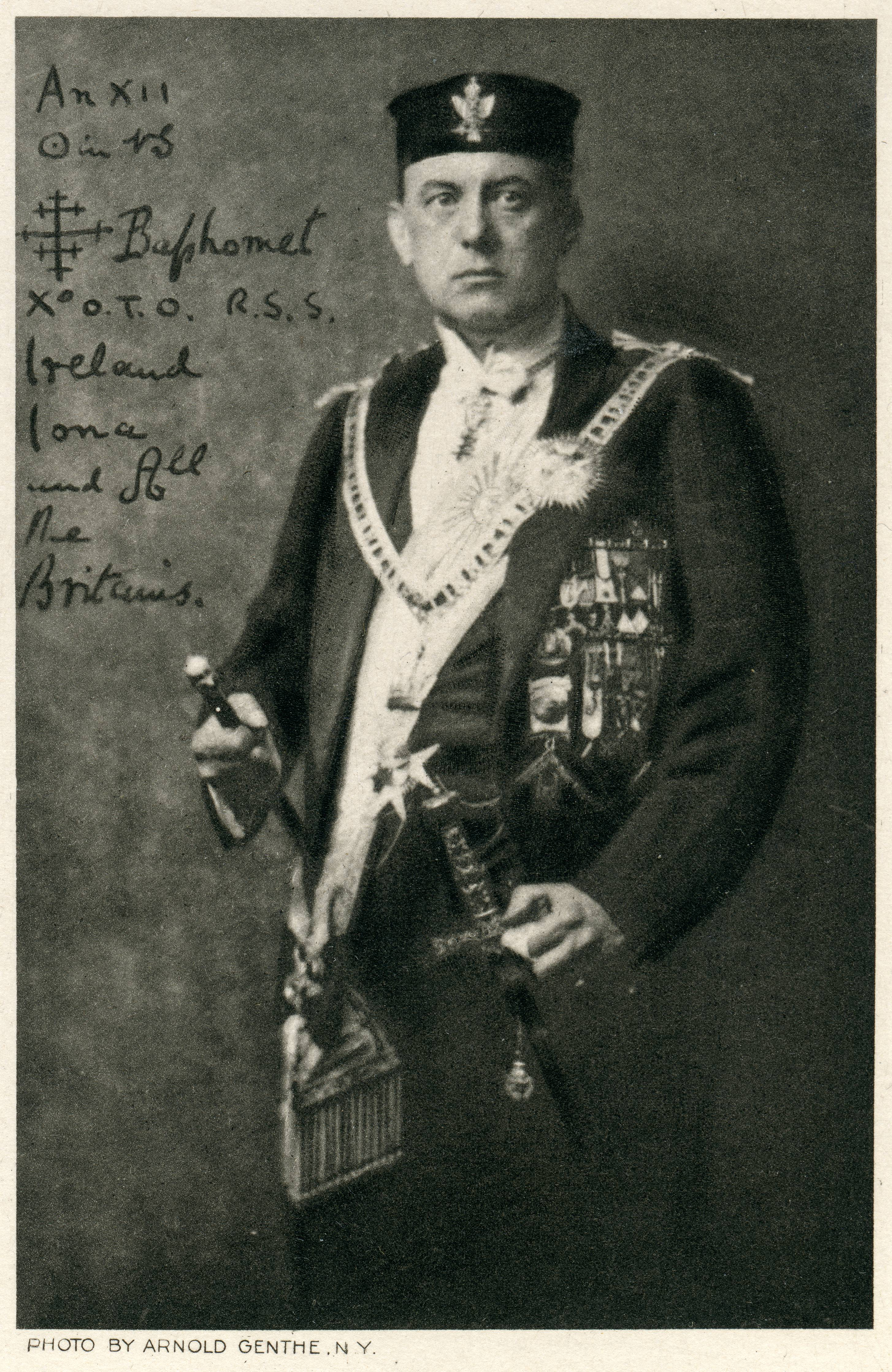
Aleister Crowley na O.T.O

Ecclesia Gnostica Catholica (EGC), ou Igreja Católica Gnóstica , é uma organização eclesial gnóstica. É o braço eclesiástico da Ordo Templi Orientis (OTO), uma organização iniciática fraterna internacional dedicada a promulgar a Lei de Thelema.
Thelema é um sistema filosófico, místico e religioso elaborado por Aleister Crowley , e baseado em O Livro da Lei . A palavra católico denota a universalidade da doutrina e não um conjunto de crenças cristãs ou católicas romanas.
A principal função da Ecclesia Gnostica Catholica é a realização pública e privada da Missa Gnóstica (Liber XV), um ritual eucarístico escrito por Crowley em 1913. De acordo com William Bernard Crow, Crowley escreveu a Missa Gnóstica "sob a influência da Liturgia de São Basílio da Igreja Russa”.  Sua estrutura também é influenciada pelos rituais iniciáticos da Ordo Templi Orientis.   Sua separação mais notável de ritos semelhantes de outras igrejas é uma Sacerdotisa oficiando com um Padre, Diácono e dois Filhos. Além da Eucaristia, o batismo, a confirmação, o casamento e a extrema-unção são oferecidos pela EGC. O casamento não se limita a casais de sexos diferentes.
Sobre a Missa Gnóstica, Crowley escreveu em As Confissões de Aleister Crowley , "... o Ritual da Igreja Católica Gnóstica... preparei para o uso da OTO, a cerimônia central de sua celebração pública e privada, correspondente à Missa da Igreja Católica Romana."
É o ritual mais comumente realizado nos órgãos da OTO, com muitos locais celebrando a missa mensalmente ou com mais frequência. A maioria dos órgãos da OTO fazem algumas ou todas estas celebrações abertas aos membros interessados do público, por isso a Missa é muitas vezes a primeira experiência individual da OTO.
A Ecclesia Gnostica Catholica tem uma estrutura hierárquica de clérigos, oficiais auxiliares e leigos que é paralela à estrutura de graus do sistema iniciático da OTO. Antes de 1997, os dois sistemas estavam mais fracamente correlacionados, mas desde então tem havido regras estritas relativas aos graus mínimos de OTO exigidos para servir em funções específicas de EGC.

## Associação

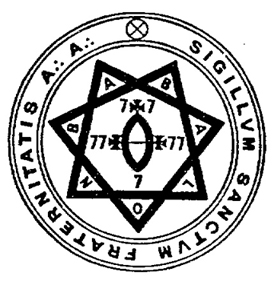
Selo da Astrum Argentum (A.A)

A filiação à Ecclesia Gnostica Catholica é semelhante à Igreja Católica Romana, com algumas diferenças importantes. Tal como está atualmente constituído, o EGC inclui clérigos e leigos. O clero deve ser membro iniciado da OTO, enquanto os leigos podem filiar-se à EGC através do batismo e da confirmação , sem realizar qualquer um dos graus de iniciação da Ordem.
Os clérigos noviços são membros iniciados que participam na administração dos sacramentos da EGC , embora ainda não tenham recebido ordens (ou seja, tenham passado por uma cerimónia de ordenação).
A primeira ordenação no EGC é a do diaconado. Os iniciados de Segundo Grau da OTO que foram confirmados na EGC podem ser ordenados como Diáconos, cujas principais funções são auxiliar o Sacerdócio.
A ordenação sacerdotal admite membros ao sacerdócio. Os ordenandos sacerdotais devem possuir pelo menos o grau KEW da OTO, um grau disponível apenas por convite. O Sacerdócio é responsável por administrar os sacramentos através da Missa Gnóstica e outras cerimônias autorizadas pelos Bispos supervisores.
O Sacerdócio é supervisionado e instruído pelo Episcopado, ou Bispos. A iniciação completa ao Sétimo Grau da OTO inclui a consagração episcopal na EGC. O Rei Supremo e Santo do Décimo Grau serve como Primaz ou Bispo-chefe de qualquer país onde a OTO tenha organizado uma Grande Loja. O Frater (ou Soror) Superior da OTO é também o Patriarca (Matriarca) da Igreja, com autoridade final sobre o clero.

## Rituais
O principal ritual da Ecclesia Gnostica Catholica é a Missa Gnóstica , uma cerimônia eucarística escrita por Aleister Crowley em 1913. Theodor Reuss produziu e autorizou uma tradução alemã em 1918.
O texto da Missa Gnóstica faz referência às cerimônias de batismo, confirmação e casamento. Crowley deixou algumas notas sobre um ritual de batismo, e seu " Liber CVI " foi escrito para uso em circunstâncias de extrema-unção. Os Bispos da Igreja contemporânea desenvolveram rituais para todos estes fins, bem como bênçãos infantis, consagração do óleo sagrado, funerais e administração doméstica da Eucaristia aos enfermos.
Embora algumas Missas Gnósticas sejam realizadas de forma privada apenas para iniciados, não há nada de “secreto” nos rituais EGC como tais, e eles são comumente abertos ao público.

## Santos
Os Santos Gnósticos da Ecclesia Gnostica Catholica são uma série de figuras históricas e mitológicas reverenciadas na religião de Thelema. Eles são encontrados na quinta Coleta de Liber XV, intitulada "Os Santos".
Dois santos gnósticos foram oficialmente adicionados à lista original. William Blake foi tão reconhecido com base em um escrito descoberto por Aleister Crowley que o descreveu como tal. Giordano Bruno foi adicionado mais recentemente à lista.

## História
A Ecclesia Gnostica Catholica descende de uma linha de igrejas gnósticas francesas de renascimento que se desenvolveram no século XIX. Naquela época, essas igrejas gnósticas eram essencialmente de natureza cristã. Em 1907, Gerard Encausse , Jean Bricaud e Louis-Sophrone Fugairon fundaram a sua própria, chamada simplesmente de Igreja Católica Gnóstica. Em 1908, eles deram ao Grão-Mestre da OTO Theodor Reuss a consagração episcopal e autoridade primacial em seu CCG. Mais tarde naquele ano, Reuss incorporou a Igreja Católica Gnóstica na OTO depois que os fundadores originais renomearam sua própria igreja para Igreja Gnóstica Universal.
O nome " Ecclesia Gnostica Catholica " não foi aplicado à igreja até que Crowley escreveu a Missa Gnóstica em 1913, que Reuss proclamou ser o rito oficial da igreja. Isto marcou a primeira vez que uma igreja estabelecida aceitou a Lei de Thelema como sua doutrina central. Reuss então anunciou um novo título para si mesmo: o "Patriarca Soberano e Primaz da Igreja Católica Gnóstica". [ carece de fontes ]
Em 1979, Hymenaeus Alpha X° ( Grady McMurtry ) separou a Ecclesia Gnostica Catholica da Ordo Templi Orientis , e transformou-a em uma organização independente, com ele mesmo à frente de ambas. Durante este período de separação, a Ecclesia Gnostica Catholica publicou a sua própria revista trimestral.  No entanto, em 1986, seu sucessor, Hymenaeus Beta , dissolveu a corporação separada da Igreja Católica Gnóstica e transformou a igreja de volta na OTO. Desde então, a Igreja se expandiu muito, e nos últimos anos vários livros e artigos tratando da EGC e do A Missa Gnóstica foi publicada por seu clero, notadamente por Tau Apiryon e Tau Helena, James e Nancy Wasserman, Rodney Orpheus e Cathryn Orchard.

## Credo Gnóstico
O credo da Ecclesia Gnostica Catholica – também conhecido como Credo Gnóstico – é recitado na Missa Gnóstica, durante a Cerimônia do Intróito.

O texto do Credo é o seguinte:
Eu acredito em um Senhor secreto e inefável; e em uma Estrela na Companhia das Estrelas de cujo fogo fomos criados, e para a qual retornaremos; e em um Pai da Vida, Mistério do Mistério, em Seu nome CHAOS , o único vice-regente do Sol sobre a Terra; e em um só Ar o nutridor de tudo o que respira.
E eu acredito em uma Terra, a Mãe de todos nós, e em um Útero onde todos os homens são gerados, e onde eles descansarão, Mistério do Mistério, em Seu nome BABALON .
E acredito na Serpente e no Leão, Mistério do Mistério, em Seu nome BAPHOMET .
E acredito numa Igreja Gnóstica e Católica de Luz, Vida, Amor e Liberdade, cuja Palavra de Lei é THELEMA.
E acredito na comunhão dos Santos.
E, visto que a carne e a bebida são transmutadas em nós diariamente em substância espiritual, creio no Milagre da Missa.
E confesso um Batismo de Sabedoria pelo qual realizamos o Milagre da Encarnação.
E confesso que minha vida é única, individual e eterna, que foi, é e está por vir.

AUMGN. AUMGN. AUMGN. [ Esta citação precisa de uma citação ]

### Explicação
Os primeiros seis artigos professam diversas crenças dos congregantes. Os dois restantes são confissões. O Credo termina com a forma Thelêmica do Pranava, equivalente à sagrada sílaba védica “ Aum ” ou ao “ Amém ” da tradição judaico-cristã . Sobre a forma básica do Credo, Tau Apiryon e Helena (1998) escrevem:
As primeiras 4 cláusulas são atribuídas às quatro letras do Tetragrammaton YHVH: o Pai (Caos); a Mãe (Babalon); a União do Pai e da Mãe no Filho (Baphomet); e a Filha, a Noiva do Filho (a Igreja). As duas cláusulas seguintes descrevem os produtos essenciais da Missa na perspectiva da congregação. As duas cláusulas finais estão na forma de confissão e não de crença e descrevem paralelos entre as ocorrências na Missa e a vida do indivíduo. 